# Lestes vigilax
Lestes vigilax är en trollsländeart som beskrevs av Hagen in Selys 1862. Lestes vigilax ingår i släktet Lestes och familjen glansflicksländor. Inga underarter finns listade i Catalogue of Life.

## Bildgalleri

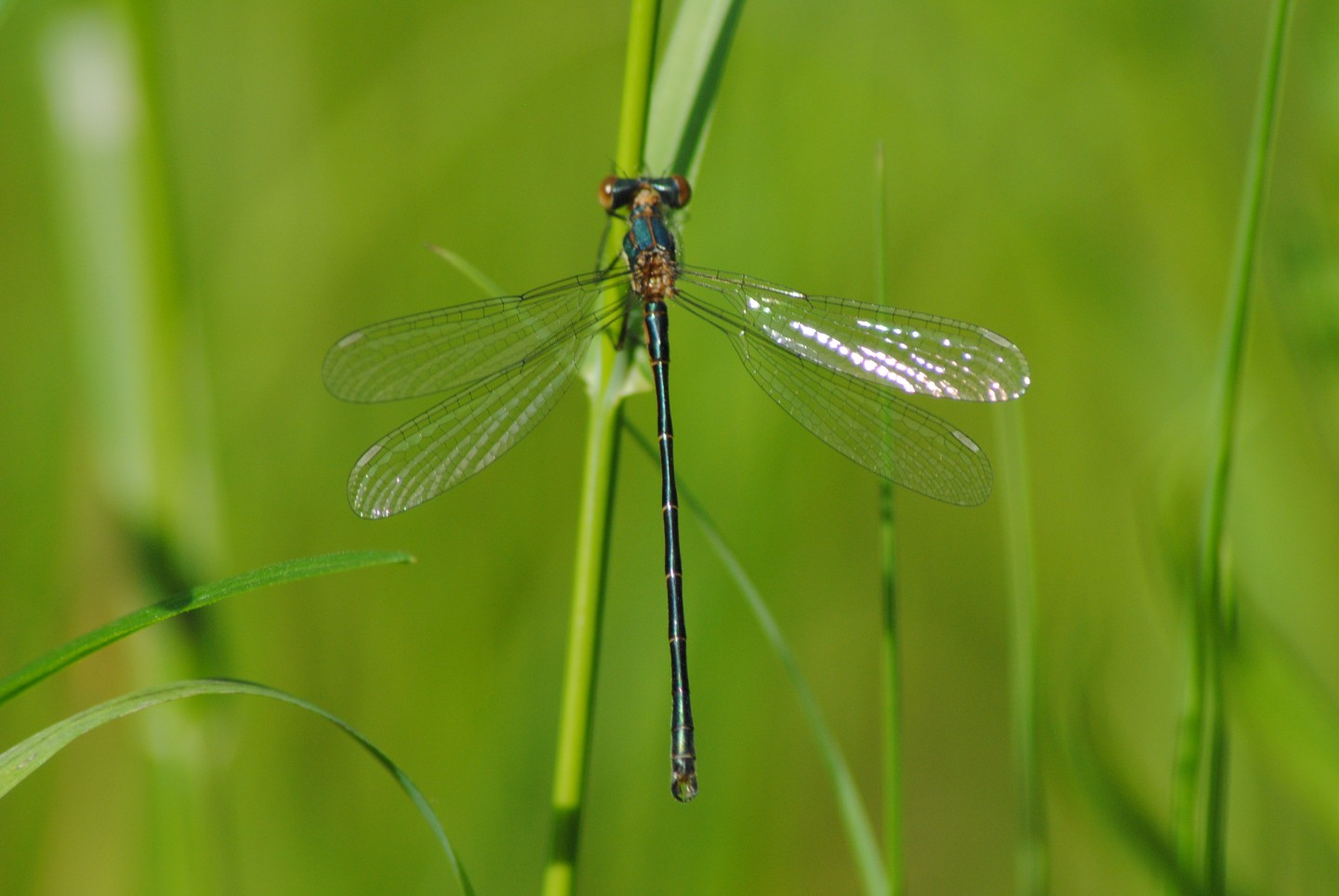